# Tháp Bismarck tại Żary
- Tháp Bismarck ở Żary.
- Công trình tòa tháp bị xuống cấp
- Tháp Promnitz liền kề

Tháp Bismarck tại Żary (tiếng Ba Lan: Wieża Bismarcka w Żarach) là tháp Bismarck tọa lạc ở thị trấn Żary, tỉnh Lubuskie ở tây Ba Lan. Hiện tại, tháp không cho khách tham quan tiếp cận do đã xuống cấp và có hiện tượng trộm cắp vật liệu xây dựng.

## Lịch sử
Tháp Bismarck được xây dựng ở Żary từ ngày 1 tháng 4 năm 1914, trùng với kỷ niệm 99 năm ngày sinh của Bismarck. Những người khởi xướng xây dựng tòa tháp Żary chính là Hiệp hội Karkonosze (Riesengebirgieverein - Sektion Sorau) và Hiệp hội Làm đẹp Thị trấn Żary (Verschönerungsverein der Stadt Sorau) .
Chiến tranh thế giới thứ nhất bùng nổ  khiến công trình bị gián đoạn cho đến năm 1918. Bismarck không còn được sùng bái rộng rãi, khủng hoảng kinh tế hậu chiến ảnh hưởng không nhỏ tới việc hoàn thành các công trình xây dựng. Cầu thang gỗ dẫn lên đỉnh tòa tháp chưa hoàn thành, và chỉ được dựng bởi dầm gỗ. 
Sau khi Thế chiến II kết thúc , những khu vực nằm trong biên giới Ba Lan và tòa tháp được chuyển thành đài quan sát. Vào thời kỳ đỉnh cao những năm 1970, một đài thiên văn bằng gỗ được dựng nên, đến năm 2002 thì bị dỡ xuống vì lý do an toàn. 
Tòa tháp được sử dụng cho đến năm 1980, khi một tháp quan sát mới và cao hơn được xây dựng. Kể từ đó, tòa tháp rơi vào tình trạng hư hỏng và trở thành một nơi lý tưởng cho những tên trộm và những kẻ phá hoại. Cầu thang đá granit, một phần của mặt tiền và tầng sân thượng  đã bị đánh cắp. Khí hậu ẩm ướt của Ba Lan cũng khiến tòa tháp bị mục nát nặng nề.
Gần với Tháp Bismarck còn có một tòa tháp có cấu trúc tương tự được gọi là Tháp Promnitz.

## Thông số kỹ thuật
- chiều cao: 25 mét
- số bậc cầu thang: 214
- thi công: đá hoa cương, gạch, gỗ
- chi phí: khoảng 140.000 Mác [1]